# Кугарня
Кугарня (Пятница; луговомар. Марий Эл Республикысе «Кугарня» газет кугыжаныш казна унитарный предприятий) — молодёжная газета на марийском языке, издающаяся в городе Йошкар-Ола Республики Марий Эл. Газета освещает общественно-политические события, публикует материалы по истории и культуре марийцев. Учредителем газеты является Министерство культуры, печати и по делам национальностей Республики Марий Эл. Лауреат Государственной молодёжной премии Республики Марий Эл в области литературы и искусства имени Олыка Ипая за 2009—2010 годы.
Газета выходит 1 раз в неделю на 12 полосах формата А3. Тираж — 4 460 экземпляров.

## История
Газета издаётся с 5 июля 1991 года. Первый номер вышел по инициативе объединения творческой молодёжи «У вий» при Марийском обкоме комсомола.
В марте 2021 года Министерство культуры, печати и по делам национальностей Республики Марий Эл объединило в одно предприятие детское издание «Ямде лий» и молодёжную газету «Кугарня». 
18 января 2023 года предприятие «Газета «Кугарня» сменило название на издательский дом «Марий Эл».

## Иная деятельность
Ежегодно редакция газеты выступает организатором конкурса марийской сатиры и юмора «Воштылаш, товатат, сулык огыл» («Смеяться, право, не грешно»).